# 四条隆資
四条 隆資（しじょう たかすけ）は、鎌倉時代後期から南北朝時代にかけての公卿。四条隆実の子。官位は従一位・大納言、贈左大臣。南朝の実務における中心人物であり、最後は後村上天皇を守るために足利軍と戦って戦死した。

## 経歴

### 誕生・後醍醐天皇への近侍
正応5年（1292年）誕生。父の左近中将隆実が早世したため、祖父の隆顕の養子として育てられた。正和4年（1315年）に豊原兼秋より音楽の伝を受けた事が『體源抄』にみえる。文保2年（1318年）正月5日、27歳の時に正五位、同年4月に右少将に叙され、同年11月に従四位下となる。この年の2月に後醍醐天皇が即位していることから、隆資が後醍醐天皇に春宮時代から侍従として近侍し、践祚に伴って右少将などに任ぜられたと考えられている。 
花田卓司によると、四条家歴代の位階昇進年齢（20歳前後で正五位下となる）や、四条隆房が19歳で右少将、四条隆親が19歳で左少将となったことに比べると27歳での隆資の任官は明らかに遅く、祖父が廃嫡され、父を早くに亡くした隆資の前半生がさほど順調なものではなかったことを表している。このような隆資の境遇を変えて四条家歴代なみの昇進を可能としたのが後醍醐天皇であり、後年に隆資が一貫して後醍醐天皇・後村上天皇に仕えたのは、この恩に報いるためであったと考えられている。
隆資が左近少将だった時代（28歳頃か）に詠んだ和歌2首の懐紙が残っており、「落葉残秋」の歌で「木ずゑをばちりつくしつつしたつえにのこる紅葉のふかきいろかな」、「被書知昔」の歌で「おくふかき文の巻巻まきかへしをしへの道のことをとはばや」とある。
隆資は左中将・右中将を経て、正中3年（1326年）に蔵人頭を兼任したことで天皇の側近として奉仕する栄誉ある職・頭中将となる。嘉暦2年（1327年）には参議となり、元徳2年（1330年）に権中納言と検非違使別当に任じられた。検非違使別当は、御醍醐天皇のブレーンである北畠親房・日野資朝・万里小路藤房らに続いての任命で、隆資は後醍醐天皇から深い信任を受けていた。同年3月8日の南都行幸、同月27日の比叡山行幸に供奉した。なお元亨元年（1321年）、隆資の子・四条隆任（四条少将隆任・木工頭隆任）が亡くなっている。
元亨3年（1323年）8月15日には和歌会に侍従として参加し、二条為冬と共に左右の講師を勤めた。同年12月29日に因幡守を兼ねた。正中2年（1325年）に開かれた七夕の和歌会では、後醍醐天皇・北畠親房・洞院公敏・正親町三条実任・五条為実・中御門冬定・北畠具行・坊門清忠らと隆資を合わせた13人の懐紙が、もと冷泉家に伝えられており、隆資は「わきてなをいく世を君にちぎるらんほしあひのそらはかぎりなけれど」と詠んでいる。

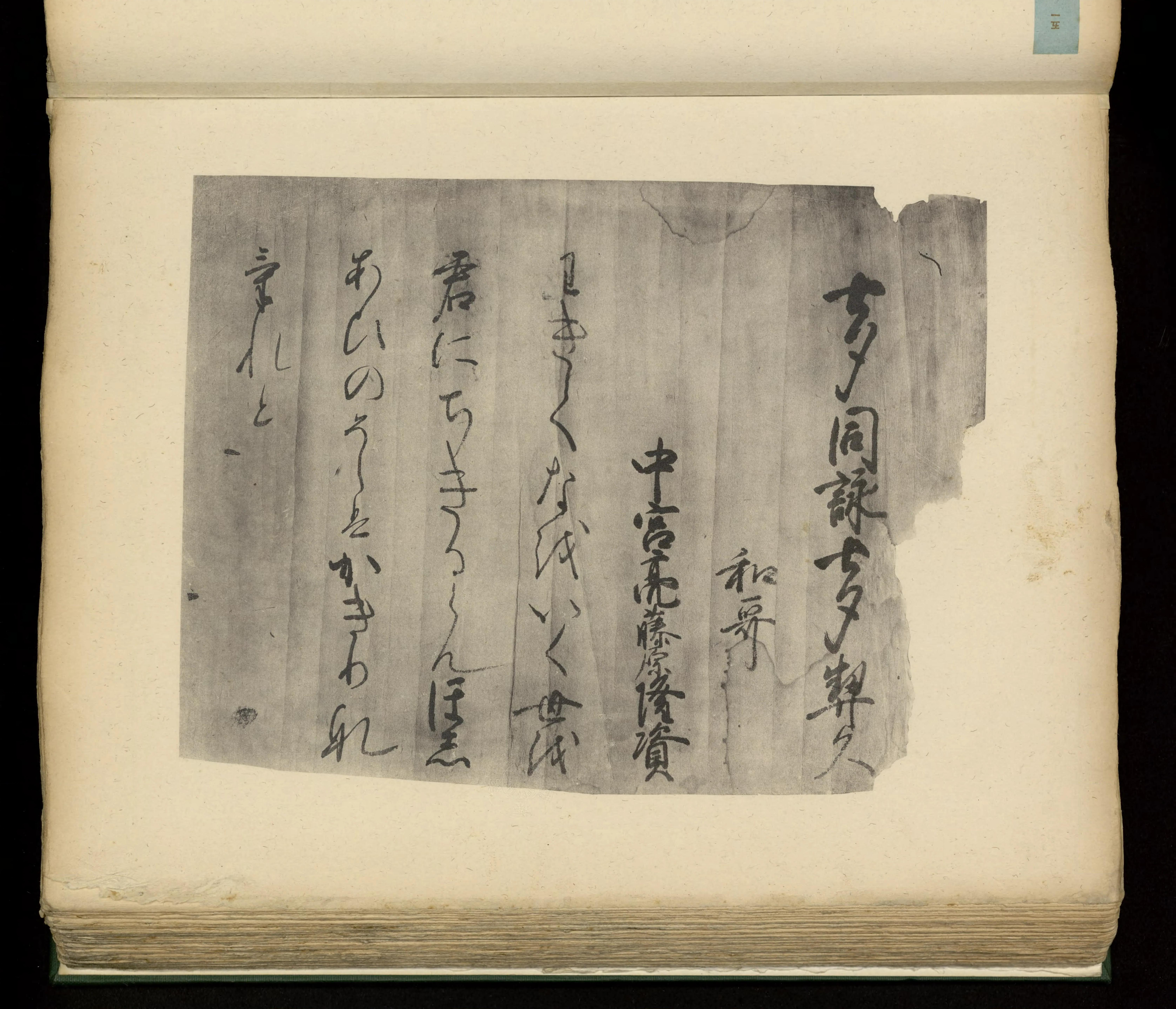
四条隆資自筆和歌懐紙：正中2年七夕和歌会「わきてなをいく世を君にちぎるらんほしあひのそらはかぎりなけれど」（国立国会図書館デジタルコレクション（保存期間満了）より）

### 討幕運動
確実な史料で裏付けられるものではないが『太平記』には、正中の変が起きる前の正中元年（1330年）11月に日野資朝・日野俊基らが開催した無礼講に参加していたことが記されている。 元弘元年（1331年）の元弘の乱においては子の隆量・隆貞と共に御醍醐天皇に具奉して笠置山に赴く。しかし、鎌倉幕府軍の猛攻を受けて笠置山は落城して御醍醐天皇と子の隆量、北畠具行・千草忠顕・万里小路藤房らが捕らえられる。『尊卑分脈』に「元弘三年被殺」とあるため、隆量は元弘元年か3年に幕府によって殺されたとみられる。隆資は後年、隆量の供養のために高野山に上って仏事を営んだことが『新葉集』の和歌からわかっている。
幸い幕府軍の包囲網を逃れた隆資は、出家したため処分を免れた。その後は護良親王と合流してその活動を支えたとみられ、元弘2年（1332年）6月に護良親王が、隆資の子で側近の四条隆貞をして令旨を発給している。また、鎌倉幕府が隆資以下を捕らえるために、後伏見院に衾院宣（全国指名手配書）を申請したことが『花園天皇宸記』の正慶元年（1332年）6月6日条にみえる。護良親王は元弘2年（1332年）11月に吉野で挙兵し、閏2月に敗れて没落した後は楠木正成を支援しており、隆資は裏方として幕府軍の切り崩しに動いた。正成が籠もる千早城近辺で、城を攻める幕府の御家人たちは護良親王方から討幕を促す令旨を獲得しており、この令旨の奉者はいずれも隆資の子の四条隆貞であった。鎌倉幕府が滅び、元弘3年（1333年）6月13日に護良親王が京都に凱旋した際に『太平記』によれば、1番に赤松円心の前陣千余騎、2番に親王の執事法印良忠七百余騎、3番に「四条少将隆資五百余騎」が入ったといい、この四条少将は隆貞の誤りとされるが、隆資も隆貞とともに入ったためにこのように記されたと考えられている。

### 建武政権下
元弘3年（1333年）に幕府が滅亡して後醍醐天皇が帰京し、建武の新政を始めると隆資も還俗して朝廷に復帰した。『増鏡』には藤房らの帰洛とともに隆資が髪を剃って敵の目をくらましていた様子が記されている。建武元年（1334年）正月5日、隆資は従二位に叙せられた。しかし同年2月23日に辞職し、同年10月19日に大内裏造営の大任を命じられて修理大夫となった。だが、一度苦境に立つと出家し、挽回すると還俗するという隆資の行動に対して仏教を愚弄しているという批判が浴びせられた。二条河原の落書において「還俗」が批判に挙げられたのは隆資の事を念頭に置いたものであるとも言われている。なお、京都市歴史資料館による「二条河原落書」の解説では、この還俗の最たる例とされるのは護良親王で、隆資については触れられていない。
南北朝時代の歴史物語『増鏡』は隆資が還俗したところで終っており、隆資の還俗について「もとから俗塵を出離しようと一念発起したのではない。ただ敵の目をくらますために仮りに沿ったばかりであるから、いままた愁眉のひらける時節になって、更に還俗するのは、何の遠慮がいろうぞ、と同じような心を持っている者同士が言い合った。天台座主であらせられた尊雲法親王（護良親王）でさえ、還俗あそばされて征夷大将軍ともならせられたのだから、いわんや我々風情においておやなどど、怪気焔を上げた。」と書かれている。
理由は不明ながら建武元年（1334年）2月に権中納言の職を辞した後も、隆資は同年5月18日に恩賞方の四番筆頭を命じられて南海道西海道を司り、同年8月に発足した雑訴決断所の八番西海道の係として名が見えるなど、建武の新政における数々の枢機に参与し『阿蘇文書』『宗像文書』『松浦文書』などに隆資が下した所領関係の文書が残る。また建武2年（1335年）3月17日に定めら出た伝奏結番の二番に久我具親や九条公明らと共に名が見えるなど、重要な任務に携わった。

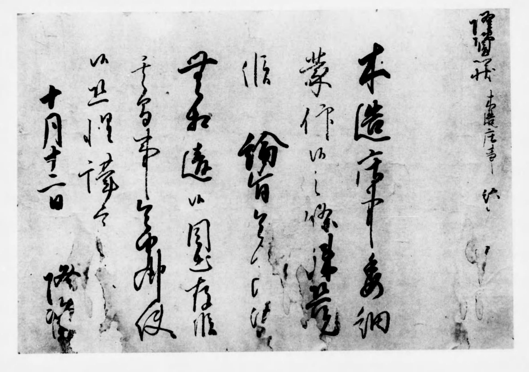
四条隆資書状（久我家文書）（国立国会図書館デジタルコレクション（保存期間満了）より

一方でこの頃、護良親王に親近していた隆資の子の隆貞の消息が、建武元年6月29日付の久米田寺等への奉書を最後に見えなくなる。護良親王が捕えられて失脚し、建武元年（1334年）12月に関東に流された際、『尊卑分脈』の日野資朝の弟の浄俊の条に「祇候大塔宮、建武元十二月被誅了」とみえるように、隆貞も殺されたとみられている。

### 京都合戦
足利尊氏が建武政権に背くと、建武2年（1335年）11月26日に大内裏造営をしばらくの間差し置いて足利氏討伐に隆資を参加させようという意図の下、隆資は権中納言に還任され、修理大夫を去る。延元元年（1336年）正月、北畠顕家に足利軍が破れて九州に没落すると隆資は衛門督を兼ねて宮城の護衛に当たり、同年3月2日に正二位となった。同年5月8日、新田義貞が播磨白旗城の赤松円心を攻めた際に法隆寺領鵤荘を損亡した後始末についての文書を義貞から送られている。

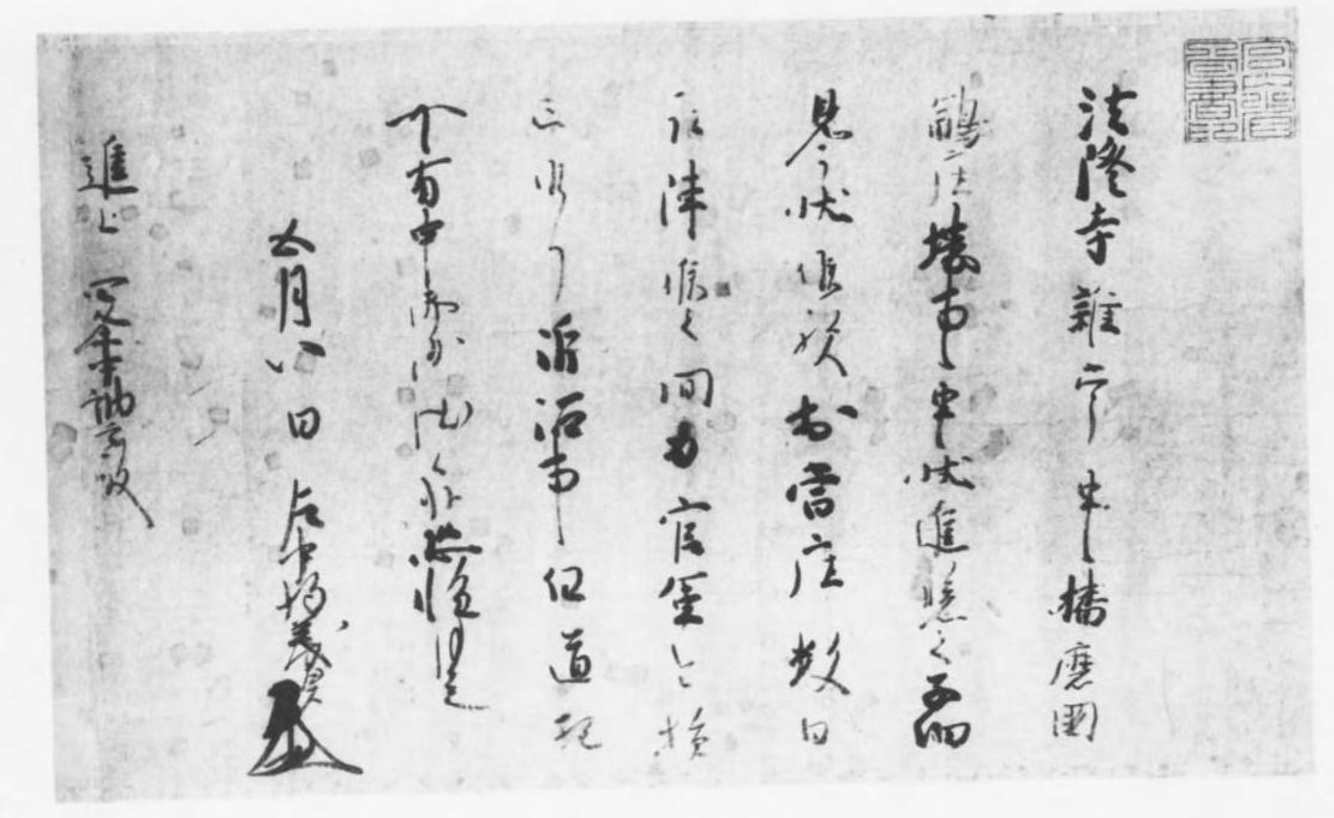
新田義貞筆申状（四条中納言（隆資）宛）（国立国会図書館デジタルコレクション保存期間満了）

建武3年（1336年）5月25日の湊川の戦いで楠木正成を倒した足利尊氏が京都を占領すると、後醍醐天皇は比叡山へ逃れ、隆資もこれに同行した。隆資は軍勢を率いて京都で東寺に本陣を置く足利軍との合戦に移る。隆資は東寺の南西約10キロメートルほどに位置する交通の要衝・八幡に陣を取っており、『太平記』第31巻にも「究竟の用害」と記される軍事的にも重要な要衝を任されていた。

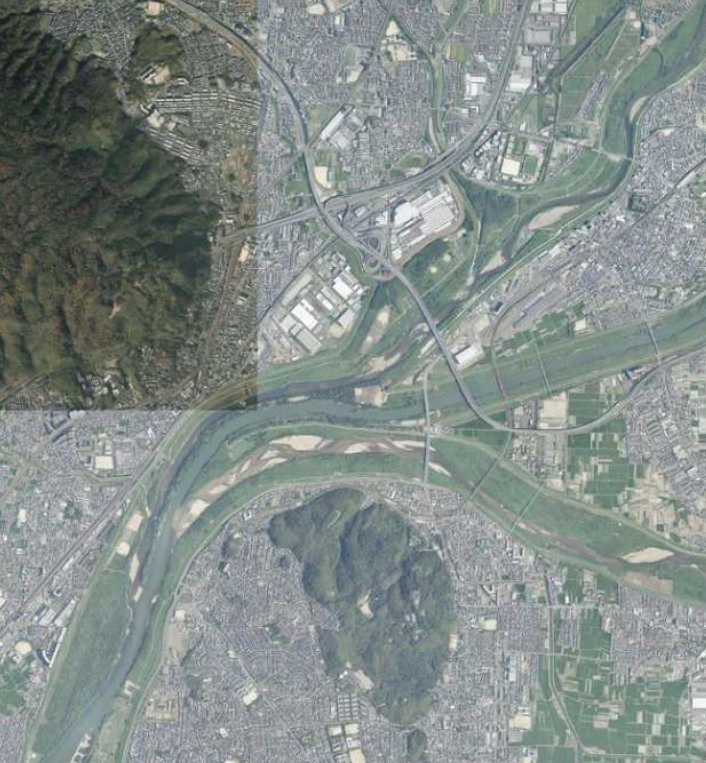
八幡（石清水八幡宮）周辺の航空写真。桂川・宇治川・木津川の合流地点にあたる（提供：国土地理院）。

隆資は同年7月と8月に鴨川の河原で合戦を四度、8月25日に阿弥院峯にて合戦、同月28日に鴨川の河原で合戦を行った後に八幡に移るが致命的な打撃を受けたため、9月初めに坂本を出て天王寺に移り、更に南河内の東条に移って勢力回復を図ったことが、隆資軍に属した阿蘇一族の惟定による申状から判明している。隆資は尊氏と後醍醐天皇が和睦する前の8月末に京都を経って9月下旬に天王寺に入り、足利方の細川顕氏らと交戦しつつ紀伊に向かったと考えられている。『太平記』における、6月30日に隆資が足利軍に総攻撃を仕掛けたものの、御醍醐方が劣勢となったため八幡を放棄して坂本に戻り、10月10日に後醍醐天皇が尊氏と和睦して帰京した際に紀伊へ派遣された、というような出来事は実際にはなかった。この戦いでは千種忠顕や名和長年が戦死しているため、敵中を突破して紀伊下向を果たした隆資の軍事的手腕は評価されるものであった。
同年12月、後醍醐天皇が吉野に赴いた事を知ると吉野にて天皇と合流し、北朝においては南朝方の公卿の官職が解かれ、隆資も解官されたことが『公卿補任』にみえる。隆資は北畠親房らと共に重臣として補佐にあたったが、親房は同年10月に伊勢へ、翌年の延元2年（1337年）3月には常陸に下ったため、隆資の存在は重大なものとなった。同年4月に宣旨の下知について隆資に下された文書が『観心寺文書』にみえる。また、応永19年（1412年）から応永28年（1421年）以前に書写され成立した西源院本のような古態本から最も遠く、独自に発展した本文を持つとされる流布本の太平記だが『天正本太平記』において、北条時行が南朝に帰順を願った際の伝奏が隆資である。延元4年（1339年）8月16日に後醍醐天皇が崩御した折には、遠江にいた宗良親王と哀悼の和歌を交わしており、『梨花集』および『新葉集』に収録されている。

### 後村上天皇の時代
延元4年（1339年）に後村上天皇が即位すると、北畠親房が政務を取り、隆資は近衛経忠・洞院実世と共に南朝の政務を主導することとなるが、親房は常陸で東国の南朝方を指揮していたため、実際には隆資と実世が政務を取り仕切った。隆資は各地からの注進状を受領して天皇に取り次ぎ、注進状への返信や所領安堵・恩賞宛行の綸旨の副状を発給している。
隆資は地方の武士たちを南朝に繋ぎ止めることに苦心しており、興国元年（1340年）12月には後醍醐天皇に信頼された結城宗広の嫡子である陸奥の結城親朝に対し、戦功を証しつつ鎌倉攻撃を促す文書を送っているが、親朝ははじめは南朝方として常陸の親房に協力していたものの、興国4年（1344年）に室町幕府に帰順してしまう。また正平元年（1346年）11月、阿蘇大宮司宇治惟時に南朝方として戦うように要請している。惟時は懐良親王の九州下向の際には状況を静観し、親王を迎える軍船を遣わさなかったため、延元4年（1339年）から興国3年（1342年）春まで3年間、懐良親王が四国で過ごす原因となっている。なお、懐良親王の官軍は、当時伊予の国司として在任していた隆資の子の有資が中心として活動しており、隆資が懐良親王の移動の動向や、後村上天皇から懐良親王への綸旨に関してを五条頼元に伝えた文書2通が『五条文書』に存在する。
また描写をそのまま真実と捉えることはできないが『太平記』には、興国2年（1341年）に北陸における戦いに敗れて吉野に落ち延びた脇屋義助に対して後村上天皇が慰労して褒賞を出すことを決めた際に、洞院実世が「敗軍の将に恩賞を出すと言うのは富士川の戦いで敗れた平維盛以来である」と反対意見を述べた。だが、隆資は「義助は遠い北国で孤軍奮戦しながらも十分な支援を受けられなかったから敗れたのであり、その責任は支援を与えなかったここにいる公卿達にもある。（十分な支援を受けながら戦わずに逃げ帰った）維盛と同一に扱うのはおかしい」と反論して、天皇に忠節を尽くしている武士達を蔑視する公卿達の振る舞いを批判し、天皇の指示通りに褒賞を出させたという話がある。義助は翌年に四国の大将として伊予に下向しており、平田俊春はこれを隆資の斡旋に基づくものとしている。
興国5年（1344年）には北畠親房が常陸から吉野に戻り、隆資は親房と力を合わせて後村上天皇を助けた。同年6月に観心寺で起きた火事に対して下された綸旨に対する自筆の添状を観心寺に送っている。翌7月、内裏の歌合せに列しており「興国五年七月七日内裏にて人々歌つかうまつりける中に」として「今年よりは君にし契れ雲の上にふたつ星の行あひの空」が『新葉集』巻四に、「何事をうらむるとしはなけれども逢夜は袖のぬれまさるかな」が巻十三に、「興国五年七月内裏にて人々題をさくりて歌読侍ける中に」として「祈こし神たにうけぬ身のうさをなにのたのみに猶したふらん」が巻十二に、それぞれ「四条贈左大臣」の名で収録されている。

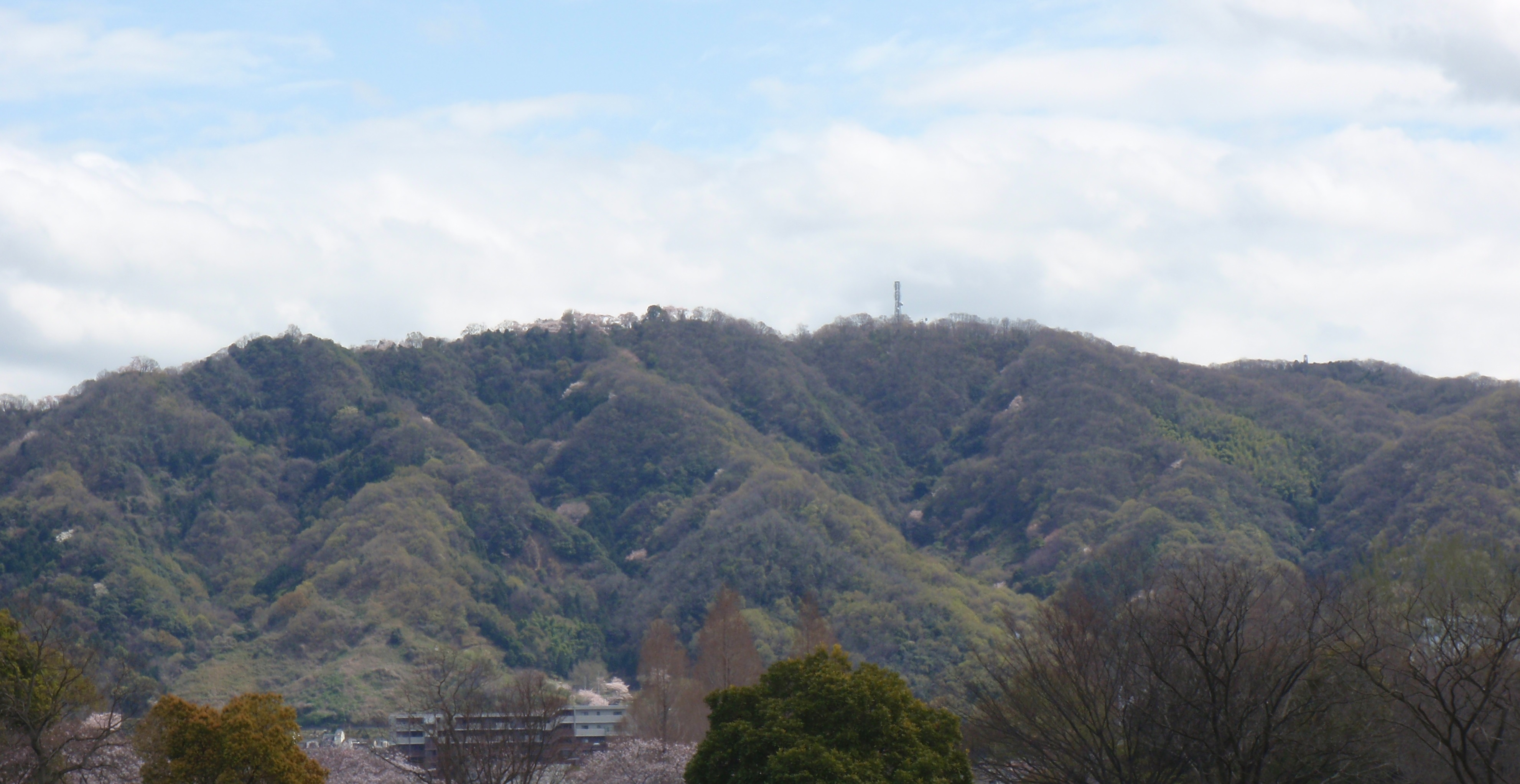
飯盛山（生駒山地）

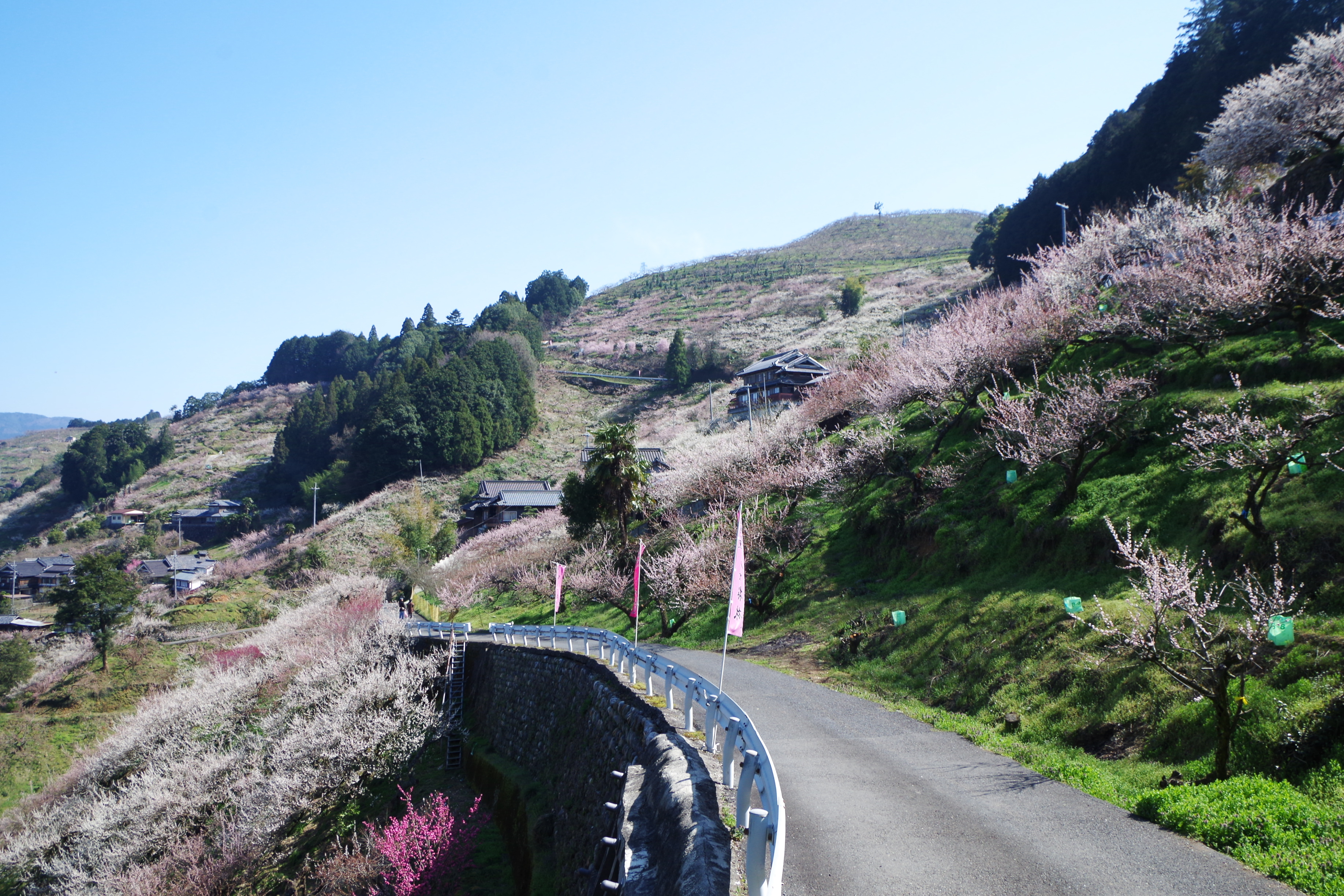
賀名生（奈良県五條市）

正平3年（1348年）、『太平記』によれば北畠親房・楠木正行と連携して四條畷の戦いに臨み、正行支援のために和泉・紀伊の野伏2万人を率いて飯盛山に向かい、幕府軍への陽動を成功させたという。同書では、12月27日に正行が吉野行宮に参じて最後の別れを告げた時の伝奏が隆資で、正行の忠烈に心打たれて奏上の前に袖をぬらしたという。正行の戦死後は吉野に高師直の軍が迫る中、賀名生への避難を後村上天皇に奏上して避難させており、隆資は後村上天皇のもとで、軍政両面にわたる活躍をした。後村上天皇は賀名生で正平10年（1355年）までの7年間を過ごした。
正平4年（1349年）12月、観心寺に塩穴荘の代わりに草部荘を寄付する。翌年の正平5年（1350年）には大納言に任じられた。同年8月に石州後措、九州諸士の恩賞等のことについて中院義定の中心に隆資が答えた内容が『阿蘇文書』に伝わる。『阿蘇文書』にはこの他に、正平5年（1350年）3月のものと思われる、阿蘇惟時が上洛の条件として所望する両条を親房・隆資に注進する旨を奉じた文書や、同じころに隆資が懐良親王に連絡を通じていたことを表す追て書きの断簡が存在する。隆資は親房と並んで柱石として仰がれていた。正平6年（1351年）の末頃、大納言を辞して子の隆俊が家を継ぎ、この際に従一位に叙せられたとみられる。

### 死去
正平5年（1350年）、足利尊氏とその弟・直義との確執が深刻となり観応の擾乱が起きると、尊氏は翌正平6年（1351年）に一時南朝側に降って直義討伐のために鎌倉に出陣し、これを占領した。この隙を突いて正平7年（1352年）に南朝軍は京都の奪還を目指して賀名生を同年2月26日に出発し、尊氏との講和である正平一統を南朝側から破棄した。同月28日に住吉に入り、さらに閏2月19日に男山八幡（石清水八幡宮）へ入って、翌20日に京都を攻めてこれを占領した。尊氏の留守を守っていた足利義詮は近江へ逃れた。『園太暦』によると朝廷はこの時、京の占領を隆資の子の隆俊にあたらせようとしたが、隆資が固辞したため親房がその任になり、親房は子の北畠顕能を助けて任に当たった。同年3月5日の除目で子の隆保が参議に任ぜられ、権中納言隆俊は辞退した。
しかし3月11日に近江を発した義詮が大軍を率いて京都を強襲し、同月15日に都を奪還する。同月21日には男山八幡に迫りこれを包囲した。男山八幡の戦いは1カ月半にわたって続き、幕府軍は兵糧攻めを実施したが南朝側が兵糧の搬入に成功したために、幕府軍は4月25日に総攻撃をかけた。南朝軍はこれを撃退して幕府軍の総大将の細川顕氏を負傷させたほか、多数の馬や武具を奪ったが、南朝軍は山麓を焼き払われて山上へと追い詰められた。この日、宇治惟時宛に「所領安堵については、合戦の最中なので落ち着いたら手続きを進めます」と送った書状が、現存する隆資の最後の書状となる。
更に5月には幕府軍への投降者が続出し、北畠顕能が頼りにしていた熊野の湯河一族が投降したことで戦意を喪失し、5月11日の子の刻に八幡から大和路方面へ撤退した。隆資はこの撤退戦の途中で、男山の南東に陣を置いていた足利方の赤松則祐軍と戦い、討ち死にした。享年六十一。隆資の死について洞院公賢は『園太暦』に「四条一品は赤松勢に打ち取られて頸を取られた。随分と戦った末に討ち取られたのは気の毒な事だ」と記した。義詮は5月13日に勝利と隆資の討ち死にを何野通盛に報じている。しかし後村上天皇は無事に南都に落ち延び、この功績のためか隆資は正平11年（1356年）に左大臣を贈られた。

### 隆資流四条家のその後
後を継いだ隆俊は父同様に南朝に仕え、正平8年（1353年）2月に弟の隆保と共に紀州で挙兵し、同年6月に紀伊と熊野の軍勢を率いて宇治から京を攻め、9日に義詮を再び没落させて京都を奪還した。この功績で隆俊は大納言に任じられた。しかし7月下旬に赤松則祐が西国から、義詮が近江から攻め上ったため摂津に退き、この際に隆保が討ち死にしたのではないかとみられている。
隆俊はその後内大臣の重任となったことが『新葉和歌集』の「正平二十年内裏三百六十歌中に寄弓述懐　前内大臣隆」として「君がためわかくり来つる梓弓もとの都にかへささらめや」の歌からわかっている。公卿の最上席にいながら京都回復のために幾度も戦う隆俊は、父の隆資の継嗣というに相応しい人物だったが、文中2年/応安6年（1373年）に北朝に離党した楠木正儀が天野御所に攻めてきたのを防ぐために戦死し、父と等しい最期を遂げた。隆俊の死を以て、隆資流の四条家は断絶したとみられ『断絶諸家家系図伝』に名を止めることとなる。

### 『増鏡』作者説について
一説には隆資を『増鏡』の著者とする説があり、中村直勝が岩波日本文学「増鏡」にて提唱したものだが、根拠薄弱で少数説に留まっており、二条良基を作者とする説が支持を得ている。
岡一男は、当時の情勢から考えて『増鏡』の作者は北朝の貴族でなければならないと思われること、和歌・物語への造詣や才能が並々ならなければならない点、旧記その他のきわめて多くの所文献を見ることができてそれを自由自在に使いこなす力を持たなければならない点において、隆資が南朝方であること、和歌も詠むが本来は文筆の人ではなく政治家的・活動的な人間であったこと、さらに増鏡の制作年代の上限となる延元3年（1338年）から下限の永和2年（1376年）の間に生存している人間でなければならないため、隆資の生年・没年を比べた時に無理があるとして、隆資説を否定している。

## 墓所・供養塔
- 高野山奥の院御所芝（和歌山県高野町）

高野山奥の院端籬外上（俗に奥の院御所芝と呼ばれる）に、息子の四条隆俊が父隆資の百箇日にその冥福を祈るために建立した、高さ三尺七寸、幅一尺一寸二分の正平七年五輪塔がある。この隆資の供養塔の右隣には、護良親王の菩提を祈るために作られた建武3年11月銘記の高さ五尺、角石幅一尺七寸の供養塔がある。ただし、弘法大師を祀る聖域である御廟橋の先にあるため、これらの供養塔は撮影禁止である。高野山の四条隆資五輪塔のモノクロ写真は『紀州史研究5（総特集高野山）』の369頁、愛甲昇寛「高野山の石造美術」の中に収録されている。

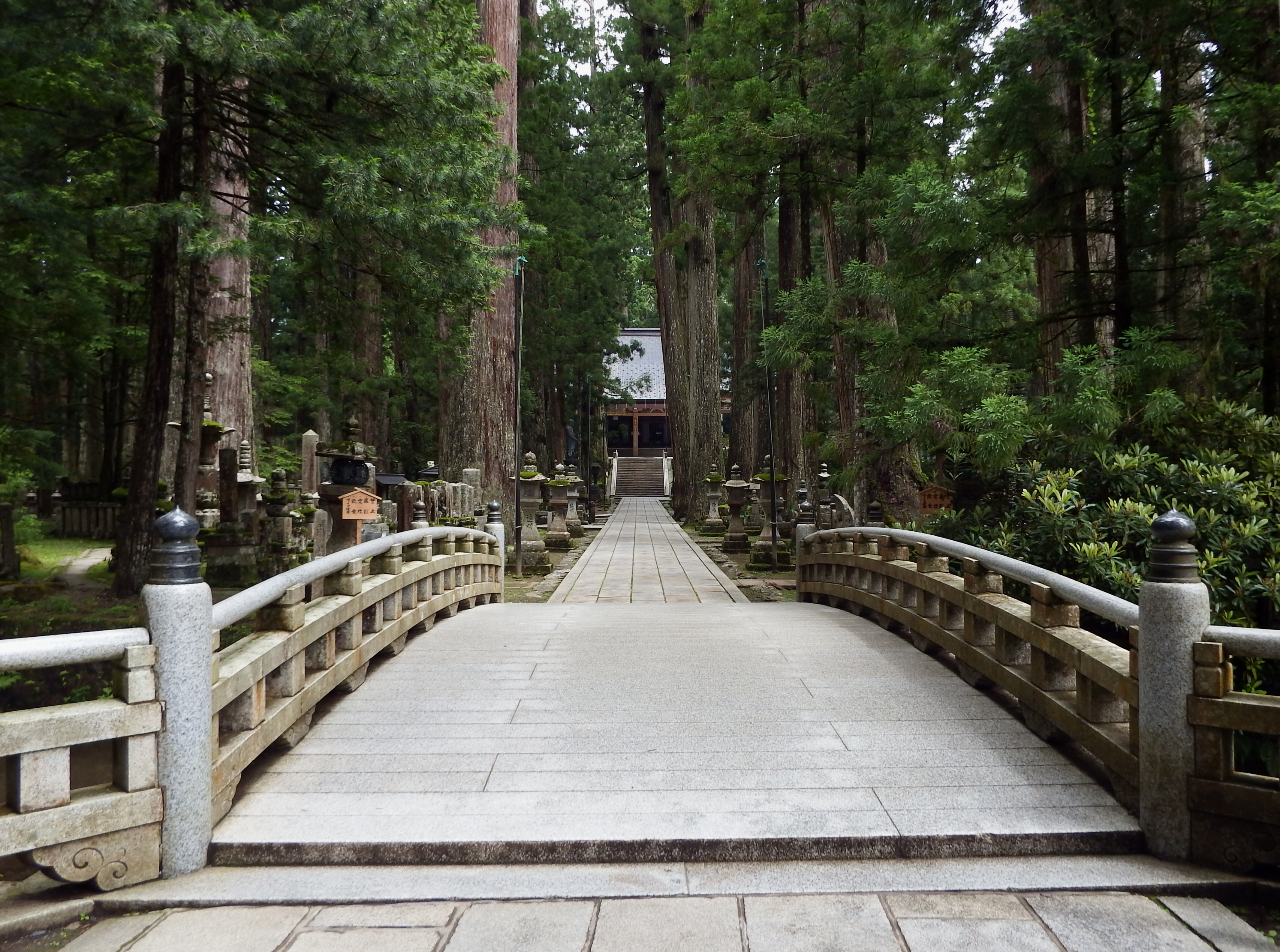
高野山奥の院の御廟橋（隆資の供養塔はこれより奥にある弘法大師の御廟の近くにあるが、橋より先は撮影禁止。）

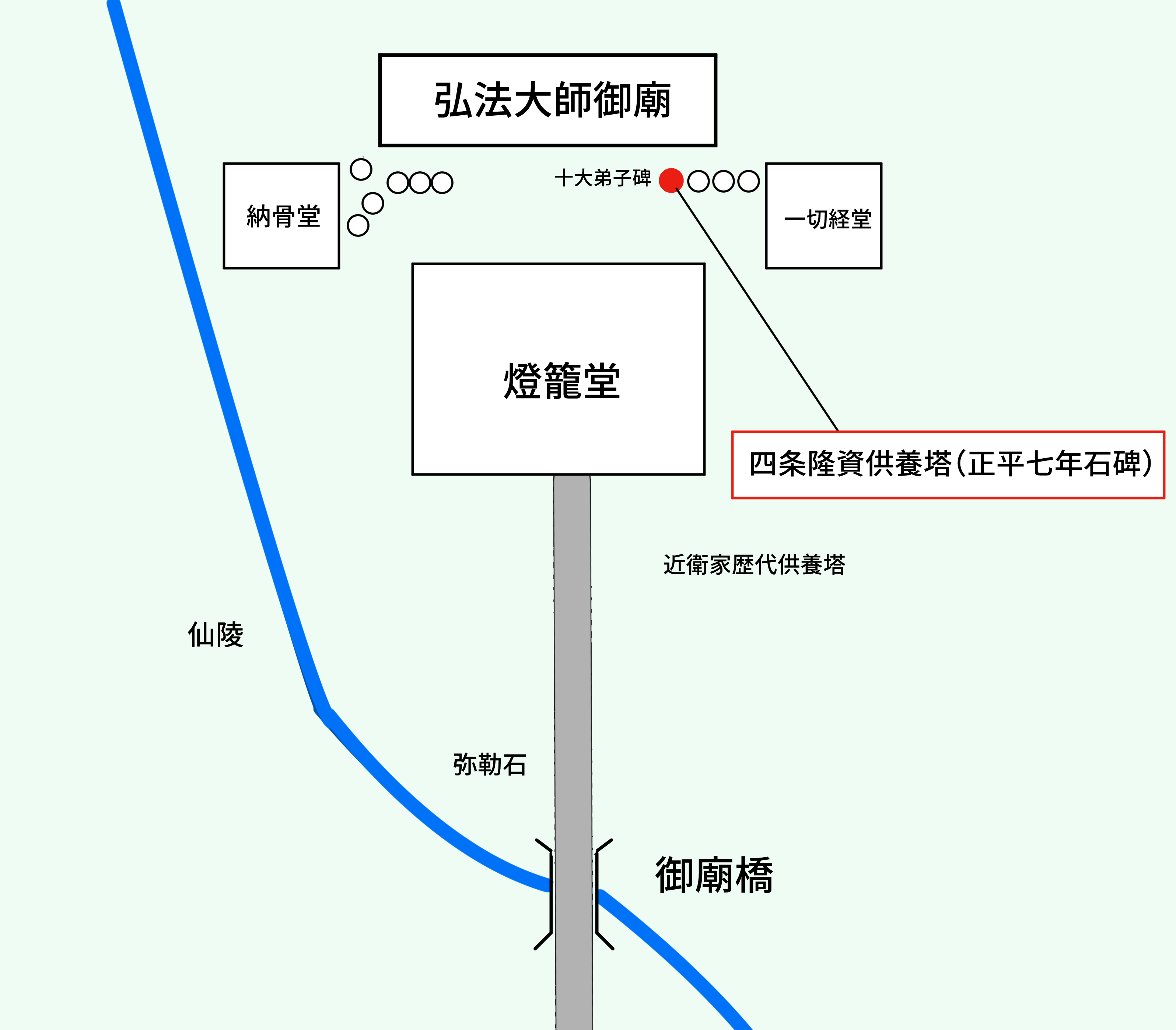
中川善教 編『水原尭栄全集』第6巻、p.167「奥ノ院御所芝墓碑配置図」を参考に作成した隆資供養塔の位置図。

高野山奥の院の供養塔の中で具体的な死者の年季等を銘記する遺品は少なく、隆資の五輪塔を含めた4基のみが知られる。この五輪塔には以下の碑文が刻まれている。
- 正平塚古墳（京都府八幡市）

京都府八幡市にある正平塚には「四条隆資卿古碑」と記す標榜があり、奥の一段高い五輪塔には「贈従一位左大臣四条隆資卿」とあり、隆資を祀っている。

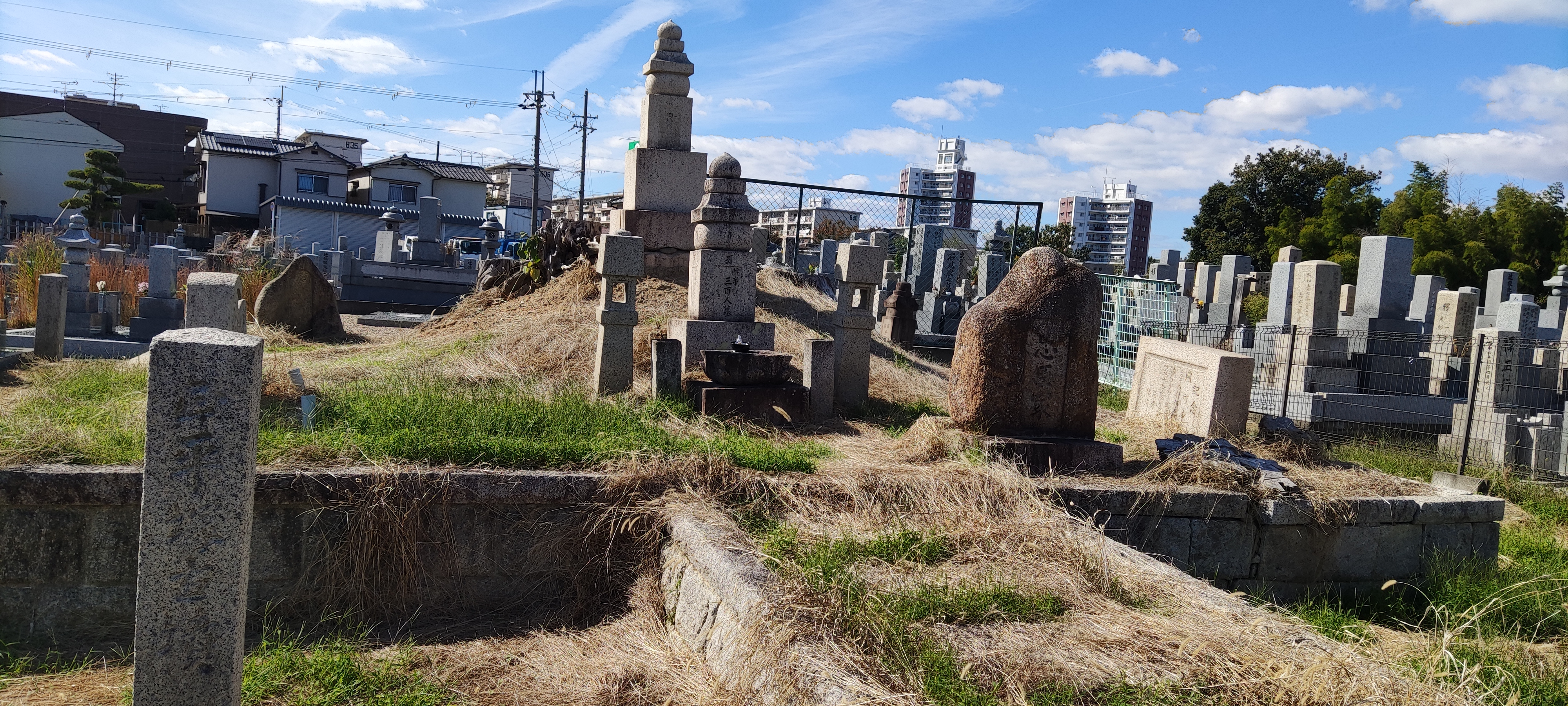
正平塚古墳（八幡市）（京都府八幡市八幡、将卒三百人・四条隆資碑文有り）

この塚は昭和19年（1944年）に整備されたもので、明治の墓地台帳の記録にもこの塚があることから、近世末には存在していたと考えられている。昭和の初め頃からこの塚が荒廃し、西側からの個人墓地の開発で四条隆資を祀る大の塚が暴かれたことから、墓地管理者らが八幡市で畳商を営む今中伊兵衛に相談し、『太平記』巻31の合戦を知る今中が自費数千円を投じて整備に乗り出し、有志17名と石工の西村信太郎の奉仕により完成した。工事の際には骨を交えた黒土が出たほか、中央の土からは三尺ほどの古壺が出たが、中身は空で口を少し破損していたため、塔の下に埋めたという。
一方、中田憲信は『古蹟』において「隆資卿は綴喜郡飯田に実勝卿は同郡多々羅山中に葬りしと聞く今人をして是を探究せしむ大方の諸君若し之れが実跡を知り給ふあらば伏して乞ふ之を教授し給へ」と述べ、隆資が京都府綴喜郡飯田に葬られたという話を伝えている。

## 祇園祭の蟷螂山との関係
毎年7月に開催される京都の祇園祭で、中京区西洞院通四条上ル蟷螂山町から出される蟷螂山の御所車の上に載るカマキリ（蟷螂）のモデルとなっている。これは、正平7年（1352年）に後村上天皇を守るために男山八幡で討ち死にを遂げた隆資の雄姿を、陳大年という大陸から京都に来ていた人物が中国の「蟷螂の斧」の故事になぞらえ、隆資の死後25年目の永和2年（1376年）に四条家の御所車に蟷螂の模型を載せて巡行させたことが起源と伝わっている。

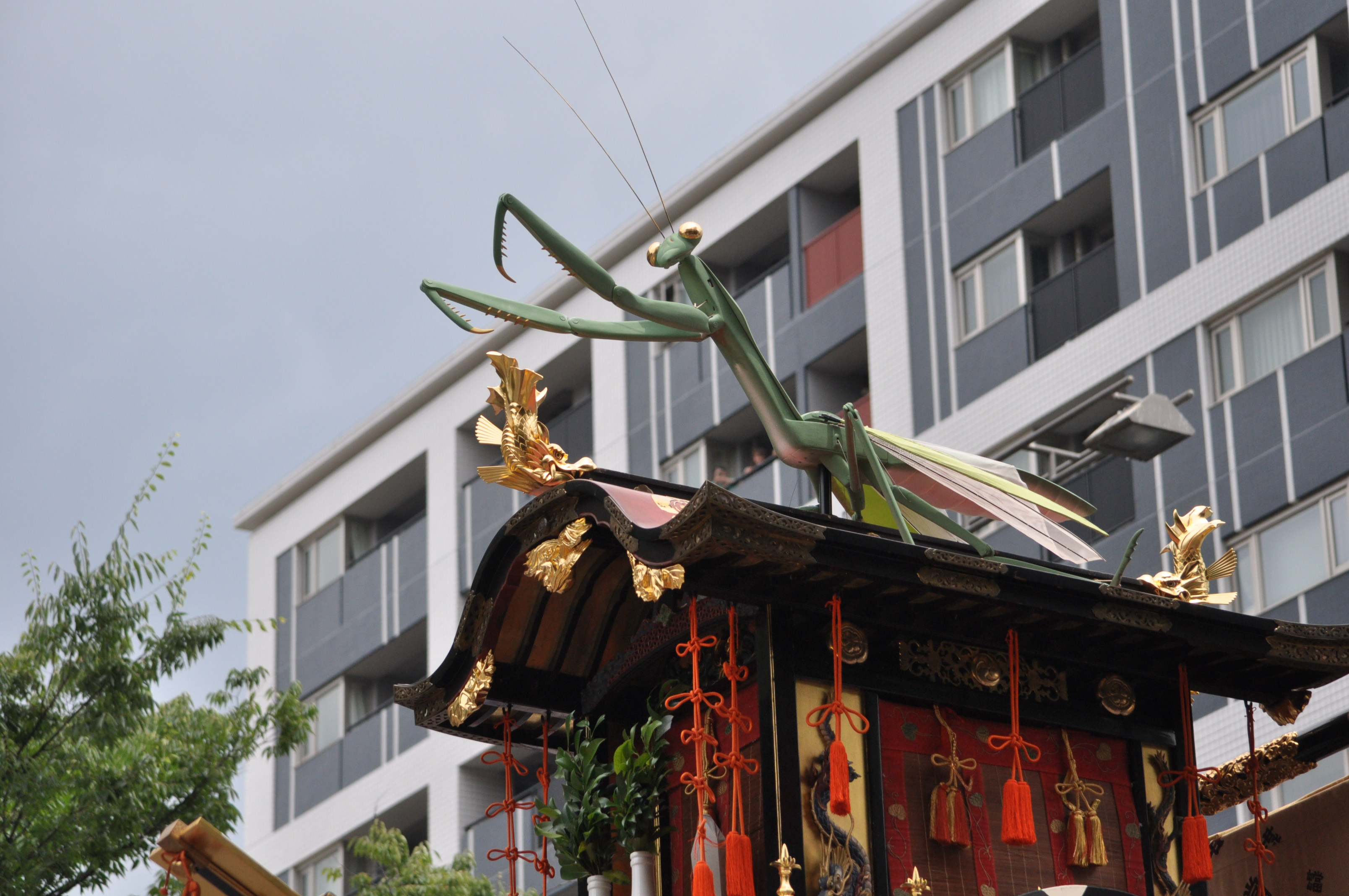
蟷螂山御所車のカマキリ

花田卓司は、脇屋義助を弁護したり、後村上天皇への拝謁を請うた楠木正行に涙を流したりする『太平記』の逸話に見られるように、隆資が武士の心情に寄り添える誠実な人物だと当時の京都の人々に認識されていたからこそ、隆資の奮戦と「健気な蟷螂」が重ね合わされたのではないか、と述べている。
また石清水八幡宮の瑞籬（国宝）のカマキリは、現在の蟷螂山のカマキリと関係があるという説がある。
平成30年（2018年）6月24日、石清水八幡宮にて隆資を弔う初の慰霊祭が、正平塚の清掃活動をしていた市民団体「22世紀八幡ルネッサンス運動」と祇園祭山鉾連合会の蟷螂山保存会、石清水八幡宮を交えた実行委員会の企画により営まれ、市民団体や保存会から参加した46人が隆資の功績を偲んだ。

## 系図
「四条家略図」（秋山英一『四国に於ける後醍醐天皇の諸皇子』、燧洋出版社、昭15、p.98）による。
|      |      |      |      |      |      | 四条隆衝 |      |      |      |      |      |  |  |  |  |          |          |          |          |          |          |      |      |      |      |      |      |      |      |      |      |      |      |      |      |      |      |      |      |      |      |      |      |      |      |            |            |            |            |            |            |  |  |  |  |  |  |
|      |      |      |      |      |      |          |      |      |      |      |      |  |  |  |  |          |          |          |          |          |          |      |      |      |      |      |      |      |      |      |      |      |      |      |      |      |      |      |      |      |      |      |      |      |      |            |            |            |            |            |            |  |  |  |  |  |  |
|      |      |      |      |      |      |          |      |      |      |      |      |  |  |  |  |          |          |          |          |          |          |      |      |      |      |      |      |      |      |      |      |      |      |      |      |      |      |      |      |      |      |      |      |      |      |            |            |            |            |            |            |  |  |  |  |  |  |
| 隆綱 | 隆綱 | 隆綱 | 隆綱 | 隆綱 | 隆綱 |          |      |      |      |      |      |  |  |  |  | 隆親     | 隆親     | 隆親     | 隆親     | 隆親     | 隆親     |      |      |      |      |      |      |      |      |      |      |      |      |      |      |      |      |      |      |      |      |      |      |      |      |            |            |            |            |            |            |  |  |  |  |  |  |
| 隆綱 | 隆綱 | 隆綱 | 隆綱 | 隆綱 | 隆綱 |          |      |      |      |      |      |  |  |  |  | 隆親     | 隆親     | 隆親     | 隆親     | 隆親     | 隆親     |      |      |      |      |      |      |      |      |      |      |      |      |      |      |      |      |      |      |      |      |      |      |      |      |            |            |            |            |            |            |  |  |  |  |  |  |
|      |      |      |      |      |      |          |      |      |      |      |      |  |  |  |  |          |          |          |          |          |          |      |      |      |      |      |      |      |      |      |      |      |      |      |      |      |      |      |      |      |      |      |      |      |      |            |            |            |            |            |            |  |  |  |  |  |  |
| 隆行 | 隆行 | 隆行 | 隆行 | 隆行 | 隆行 |          |      |      |      |      |      |  |  |  |  | 隆顕     | 隆顕     | 隆顕     | 隆顕     | 隆顕     | 隆顕     | 房名 | 房名 | 房名 | 房名 | 房名 | 房名 | 隆良 | 隆良 | 隆良 | 隆良 | 隆良 | 隆良 |      |      |      |      |      |      |      |      |      |      |      |      |            |            |            |            |            |            |  |  |  |  |  |  |
| 隆行 | 隆行 | 隆行 | 隆行 | 隆行 | 隆行 |          |      |      |      |      |      |  |  |  |  | 隆顕     | 隆顕     | 隆顕     | 隆顕     | 隆顕     | 隆顕     | 房名 | 房名 | 房名 | 房名 | 房名 | 房名 | 隆良 | 隆良 | 隆良 | 隆良 | 隆良 | 隆良 |      |      |      |      |      |      |      |      |      |      |      |      |            |            |            |            |            |            |  |  |  |  |  |  |
| 隆政 | 隆政 | 隆政 | 隆政 | 隆政 | 隆政 |          |      |      |      |      |      |  |  |  |  | 隆実     | 隆実     | 隆実     | 隆実     | 隆実     | 隆実     |      |      |      |      |      |      |      |      |      |      |      |      |      |      |      |      |      |      |      |      |      |      |      |      |            |            |            |            |            |            |  |  |  |  |  |  |
| 隆政 | 隆政 | 隆政 | 隆政 | 隆政 | 隆政 |          |      |      |      |      |      |  |  |  |  | 隆実     | 隆実     | 隆実     | 隆実     | 隆実     | 隆実     |      |      |      |      |      |      |      |      |      |      |      |      |      |      |      |      |      |      |      |      |      |      |      |      |            |            |            |            |            |            |  |  |  |  |  |  |
|      |      |      |      |      |      |          |      |      |      |      |      |  |  |  |  |          |          |          |          |          |          |      |      |      |      |      |      |      |      |      |      |      |      |      |      |      |      |      |      |      |      |      |      |      |      |            |            |            |            |            |            |  |  |  |  |  |  |
| 隆政 | 隆政 | 隆政 | 隆政 | 隆政 | 隆政 | 隆政     | 隆政 | 隆政 | 隆政 | 隆政 | 隆政 |  |  |  |  | 四条隆資 | 四条隆資 | 四条隆資 | 四条隆資 | 四条隆資 | 四条隆資 |      |      |      |      |      |      |      |      |      |      |      |      |      |      |      |      |      |      |      |      |      |      |      |      |            |            |            |            |            |            |  |  |  |  |  |  |
| 隆政 | 隆政 | 隆政 | 隆政 | 隆政 | 隆政 | 隆政     | 隆政 | 隆政 | 隆政 | 隆政 | 隆政 |  |  |  |  | 四条隆資 | 四条隆資 | 四条隆資 | 四条隆資 | 四条隆資 | 四条隆資 |      |      |      |      |      |      |      |      |      |      |      |      |      |      |      |      |      |      |      |      |      |      |      |      |            |            |            |            |            |            |  |  |  |  |  |  |
|      |      |      |      |      |      |          |      |      |      |      |      |  |  |  |  |          |          |          |          |          |          |      |      |      |      |      |      |      |      |      |      |      |      |      |      |      |      |      |      |      |      |      |      |      |      |            |            |            |            |            |            |  |  |  |  |  |  |
|      |      |      |      |      |      |          |      |      |      |      |      |  |  |  |  |          |          |          |          |          |          |      |      |      |      |      |      |      |      |      |      |      |      |      |      |      |      |      |      |      |      |      |      |      |      |            |            |            |            |            |            |  |  |  |  |  |  |
|      |      |      |      |      |      |          |      |      |      |      |      |  |  |  |  | 隆重     | 隆重     | 隆重     | 隆重     | 隆重     | 隆重     | 隆貞 | 隆貞 | 隆貞 | 隆貞 | 隆貞 | 隆貞 | 隆保 | 隆保 | 隆保 | 隆保 | 隆保 | 隆保 | 隆俊 | 隆俊 | 隆俊 | 隆俊 | 隆俊 | 隆俊 | 有俊 | 有俊 | 有俊 | 有俊 | 有俊 | 有俊 | 少納言内侍 | 少納言内侍 | 少納言内侍 | 少納言内侍 | 少納言内侍 | 少納言内侍 |  |  |  |  |  |  |

## 関連作品

### テレビドラマ
- 太平記 (1991年、NHK大河ドラマ） - 演：井上倫宏

### 舞台
- 桜嵐記（2021年5月15日～6月21日 [78]、宝塚歌劇、月組公演） - 演：白雪さち花、妃純凛（新人公演）[79]